# Stigmatopteris brevinervis
Stigmatopteris brevinervis är en träjonväxtart som först beskrevs av Fée, och fick sitt nu gällande namn av Robbin C. Moran. Stigmatopteris brevinervis ingår i släktet Stigmatopteris och familjen Dryopteridaceae. Inga underarter finns listade.